# Orbita ermeosincrona
A livello puramente teorico, si potrebbe definire orbita ermeosincrona, per analogia con l'orbita geosincrona, una qualsiasi orbita sincrona attorno a Mercurio, potenzialmente utilizzabile da eventuali satelliti artificiali in fase di esplorazione del pianeta, oppure allo scopo di stabilire una rete di telecomunicazioni satellitari. I satelliti in orbita ermeosincrona sarebbero caratterizzati da un periodo orbitale pari al giorno siderale mercuriano.
Un'orbita ermeosincrona che fosse anche equatoriale (complanare all'equatore del pianeta), circolare e prograda (ovvero che ruotasse nella stessa direzione della superficie di Mercurio) sarebbe detta ermeostazionaria; i satelliti in orbita ermeostazionaria, analogamente a quelli in orbita geostazionaria, manterrebbero sempre la stessa posizione relativa rispetto alla superficie planetaria.

## Parametri orbitali
Stanti gli attuali parametri orbitali di Mercurio, un'orbita ermeosincrona è impossibile da realizzare. Il suo raggio teorico sarebbe infatti dato dalla formula
{\displaystyle r_{ermeos.}={\sqrt[{3}]{\frac {GMT_{rot}^{2}}{4\pi ^{2}}}}=242\,857\,km.}
Ad una simile distanza, tuttavia, il moto del potenziale satellite verrebbe irrimediabilmente perturbato dall'attrazione gravitazionale del Sole, che rende impossibile orbitare attorno a Mercurio ad una distanza maggiore del suo raggio di Hill. Questo valore è dato da
{\displaystyle r_{Hill}=a{\sqrt[{3}]{\frac {m_{M}}{3M_{S}}}}=220\,672\,km.}
Come si vede, l'eventuale orbita ermeosincrona si troverebbe al di là della sfera d'influenza gravitazionale mercuriana.